# Sakdarin Mingsamorn
Sakdarin Mingsamorn (thailändisch ศักดรินทร์ มิ่งสมร, * 10. Februar 1988) ist ein thailändischer Fußballspieler.

## Karriere
Sakdarin Mingsamorn stand von 2013 bis 2014 beim Samut Songkhram FC unter Vertrag. Wo er vorher gespielt hat, ist unbekannt. Der Verein aus Samut Songkhram spielte in der höchsten thailändischen Liga, der Thai Premier League. Für Samut absolvierte er 42 Erstligaspiele. Ende 2014 musste der Verein in die zweite Liga absteigen. Sakdarin Mingsamorn verließ den Verein und schloss sich dem Erstligisten Port FC aus der Hauptstadt Bangkok an. Auch hier musste er mit dem Verein am Ende der Saison 2015 in die zweite Liga absteigen. Nach dem Abstieg verließ er Bangkok und schloss sich Anfang 2016 dem in der ersten Liga spielenden Sukhothai FC aus Sukhothai an. 2016 gewann der mit dem Klub den FA Cup. In Sukhothai stand er bis Ende 2019 unter Vertrag. Für den Verein spielte er 72-mal in der ersten Liga. 2020 nahm ihn der Zweitligist Nongbua Pitchaya FC aus Nong Bua Lamphu unter Vertrag. Im März 2021 feierte er mit Nongbua die Zweitligameisterschaft und den Aufstieg in die erste Liga. Für Nongbua absolvierte er sechs Zweitligaspiele. Nach dem Aufstieg verließ er den Verein und schloss sich dem Erstligaabsteiger Trat FC an. Für den Verein aus Trat bestritt er sieben Zweitligaspiele. Nach einer Saison wechselte er im August 2023 zum Thai League 3Drittligisten Kasem Bundit University FC. Mit dem Bangkoker Verein spielt er zehnmal in der Bangkok Metropolitan Region der Liga.

## Erfolge
Sukhothai FC
- Thailändischer Pokalsieger: 2016

Nongbua Pitchaya FC
- Thailändischer Zweitligameister: 2020/21  ▲